# Monk (Fernsehserie)/Episodenliste
Diese Episodenliste enthält alle Episoden der US-amerikanischen Fernsehserie Monk, sortiert nach der US-amerikanischen Erstausstrahlung. Zwischen 2002 und 2009 entstanden in acht Staffeln 125 Episoden mit einer Länge von etwa 42 Minuten.

Logo zur Serie

## Übersicht
| Staffel | Episodenanzahl | Erstausstrahlung USA | Erstausstrahlung USA | Deutschsprachige Erstausstrahlung | Deutschsprachige Erstausstrahlung |
| Staffel | Episodenanzahl | Staffelpremiere      | Staffelfinale        | Staffelpremiere                   | Staffelfinale                     |
| ------- | -------------- | -------------------- | -------------------- | --------------------------------- | --------------------------------- |
| 1       | 13             | 12. Juli 2002        | 18. Oktober 2002     | 30. Dezember 2003                 | 16. März 2004                     |
| 2       | 16             | 20. Juni 2003        | 5. März 2004         | 23. März 2004                     | 6. Juli 2004                      |
| 3       | 16             | 18. Juni 2004        | 4. März 2005         | 1. März 2005                      | 8. November 2005                  |
| 4       | 16             | 8. Juli 2005         | 17. März 2006        | 15. November 2005                 | 31. Oktober 2006                  |
| 5       | 16             | 7. Juli 2006         | 2. März 2007         | 13. März 2007                     | 23. Oktober 2007                  |
| 6       | 16             | 13. Juli 2007        | 22. Februar 2008     | 6. März 2008                      | 14. Oktober 2008                  |
| 7       | 16             | 18. Juli 2008        | 20. Februar 2009     | 3. März 2009                      | 28. März 2010                     |
| 8       | 16             | 7. August 2009       | 4. Dezember 2009     | 6. April 2010                     | 16. November 2010                 |

## Staffel 1
Die Erstausstrahlung der ersten Staffel wurde vom 12. Juli bis zum 18. Oktober 2002 auf dem US-amerikanischen Kabelsender USA Network gesendet. Die deutschsprachige Erstausstrahlung sendete der Schweizer Sender SF zwei vom 30. Dezember 2003 bis zum 16. März 2004.
| Nr. (ges.) | Nr. (St.) | Deutscher Titel                                                        | Originaltitel                        | Erstausstrahlung USA | Deutschsprachige Erstausstrahlung (CH) | Regie         | Drehbuch                        |
| ---------- | --------- | ---------------------------------------------------------------------- | ------------------------------------ | -------------------- | -------------------------------------- | ------------- | ------------------------------- |
| 1          | 1         | Mr. Monk und das Attentat – Teil 1, Mr. Monk und der Kandidat – Teil 1 | Mr. Monk and the Candidate (1)       | 12. Juli 2002        | 30. Dez. 2003                          | Dean Parisot  | Andy Breckman                   |
| 2          | 2         | Mr. Monk und das Attentat – Teil 2, Mr. Monk und der Kandidat – Teil 2 | Mr. Monk and the Candidate (2)       | 12. Juli 2002        | 30. Dez. 2003                          | Dean Parisot  | Andy Breckman                   |
| 3          | 3         | Mr. Monk und die Hellseherin                                           | Mr. Monk and the Psychic             | 19. Juli 2002        | 6. Jan. 2004                           | Kevin Inch    | John Romano                     |
| 4          | 4         | Mr. Monk gegen die Qualle                                              | Mr. Monk Meets Dale the Whale        | 26. Juli 2002        | 13. Jan. 2004                          | Rob Thompson  | Andy Breckman                   |
| 5          | 5         | Mr. Monk auf dem Rummelplatz                                           | Mr. Monk Goes to the Carnival        | 2. Aug. 2002         | 20. Jan. 2004                          | Randall Zisk  | Siobhan Byrne                   |
| 6          | 6         | Mr. Monk in der Anstalt                                                | Mr. Monk Goes to the Asylum          | 9. Aug. 2002         | 27. Jan. 2004                          | Nick Marck    | Tom Scharpling & David Breckman |
| 7          | 7         | Mr. Monk und ein Milliardär auf Abwegen                                | Mr. Monk and the Billionaire Mugger  | 16. Aug. 2002        | 3. Feb. 2004                           | Stephen Cragg | Timothy J. Lea                  |
| 8          | 8         | Mr. Monk und Monica                                                    | Mr. Monk and the Other Woman         | 23. Aug. 2002        | 10. Feb. 2004                          | Adam Arkin    | David M. Stern                  |
| 9          | 9         | Mr. Monk und der Marathon-Mann                                         | Mr. Monk and the Marathon Man        | 13. Sep. 2002        | 17. Feb. 2004                          | Adam Davidson | Mitch Markowitz                 |
| 10         | 10        | Mr. Monk macht Urlaub                                                  | Mr. Monk Takes a Vacation            | 20. Sep. 2002        | 24. Feb. 2004                          | Kevin Inch    | Hy Conrad                       |
| 11         | 11        | Mr. Monk und das Erdbeben                                              | Mr. Monk and the Earthquake          | 4. Okt. 2002         | 2. März 2004                           | Adam Shankman | Tom Scharpling & David Breckman |
| 12         | 12        | Mr. Monk und Willie Nelson                                             | Mr. Monk and the Red-Headed Stranger | 11. Okt. 2002        | 9. März 2004                           | Milan Cheylov | Andy Breckman & Tom Scharpling  |
| 13         | 13        | Mr. Monk im Flugzeug                                                   | Mr. Monk and the Airplane            | 18. Okt. 2002        | 16. März 2004                          | Rob Thompson  | David M. Stern                  |

## Staffel 2
Die Erstausstrahlung der zweiten Staffel wurde vom 20. Juni 2003 bis zum 5. März 2004 auf dem US-amerikanischen Kabelsender USA Network gesendet. Die deutschsprachige Erstausstrahlung wurde vom 23. März bis zum 6. Juli 2004 auf dem Schweizer Sender SF zwei gesendet.
| Nr. (ges.) | Nr. (St.) | Deutscher Titel                                | Originaltitel                       | Erstausstrahlung USA | Deutschsprachige Erstausstrahlung (CH) | Regie             | Drehbuch                                |
| ---------- | --------- | ---------------------------------------------- | ----------------------------------- | -------------------- | -------------------------------------- | ----------------- | --------------------------------------- |
| 14         | 1         | Mr. Monk geht wieder zur Schule                | Mr. Monk Goes Back to School        | 20. Juni 2003        | 23. März 2004                          | Randall Zisk      | David Breckman & Rick Kronberg          |
| 15         | 2         | Mr. Monk fährt nach Mexiko                     | Mr. Monk Goes to Mexico             | 27. Juni 2003        | 30. März 2004                          | Ron Underwood     | Lee Goldberg & William Rabkin           |
| 16         | 3         | Mr. Monk und das Baseballfieber                | Mr. Monk Goes to the Ballgame       | 11. Juli 2003        | 6. Apr. 2004                           | Michael Spiller   | Hy Conrad                               |
| 17         | 4         | Mr. Monk geht in den Zirkus                    | Mr. Monk Goes to the Circus         | 18. Juli 2003        | 13. Apr. 2004                          | Randall Zisk      | James Krieg                             |
| 18         | 5         | Mr. Monk und der älteste Mann der Welt         | Mr. Monk and the Very, Very Old Man | 25. Juli 2003        | 20. Apr. 2004                          | Lawrence Trilling | Daniel Dratch                           |
| 19         | 6         | Mr. Monk geht mit Sharona ins Theater          | Mr. Monk Goes to the Theater        | 1. Aug. 2003         | 27. Apr. 2004                          | Ron Underwood     | Wendy Mass, Stu Levine & Tom Scharpling |
| 20         | 7         | Mr. Monk und der schlafende Verdächtige        | Mr. Monk and the Sleeping Suspect   | 8. Aug. 2003         | 4. Mai 2004                            | Jerry Levine      | Karl Schaefer                           |
| 21         | 8         | Mr. Monk, ein Playboy und viele schöne Mädchen | Mr. Monk Meets the Playboy          | 15. Aug. 2003        | 11. Mai 2004                           | Tom DiCillo       | James Krieg                             |
| 22         | 9         | Mr. Monk und der 12. Geschworene               | Mr. Monk and the 12th Man           | 22. Aug. 2003        | 18. Mai 2004                           | Michael Zinberg   | Michael Angeli                          |
| 23         | 10        | Mr. Monk und der Zeitungsjunge                 | Mr. Monk and the Paperboy           | 16. Jan. 2004        | 25. Mai 2004                           | Michael Fresco    | David Breckman & Hy Conrad              |
| 24         | 11        | Mr. Monk, sein Bruder und drei Kuchen          | Mr. Monk and the Three Pies         | 23. Jan. 2004        | 1. Juni 2004                           | Randall Zisk      | Tom Scharpling & Daniel Dratch          |
| 25         | 12        | Mr. Monk und der Fernsehstar                   | Mr. Monk and the T.V. Star          | 30. Jan. 2004        | 8. Juni 2004                           | Randall Zisk      | Tom Scharpling                          |
| 26         | 13        | Mr. Monk und die entführte Großmutter          | Mr. Monk and the Missing Granny     | 6. Feb. 2004         | 15. Juni 2004                          | Tony Bill         | Joe Toplyn                              |
| 27         | 14        | Mr. Monk und die Frau des Captains             | Mr. Monk and the Captain's Wife     | 13. Feb. 2004        | 22. Juni 2004                          | Jerry Levine      | Andy Breckman & Beth Landou             |
| 28         | 15        | Mr. Monk heiratet Sharona                      | Mr. Monk Gets Married               | 27. Feb. 2004        | 29. Juni 2004                          | Craig Zisk        | David Breckman                          |
| 29         | 16        | Mr. Monk landet im Gefängnis                   | Mr. Monk Goes to Jail               | 5. März 2004         | 6. Juli 2004                           | Jerry Levine      | Chris Manheim                           |

## Staffel 3
Die Erstausstrahlung der dritten Staffel wurde vom 18. Juni 2004 bis zum 4. März 2005 auf dem US-amerikanischen Kabelsender USA Network gesendet. Die deutschsprachige Erstausstrahlung sendete der deutsche Free-TV-Sender RTL vom 1. März bis zum 8. November 2005.
| Nr. (ges.) | Nr. (St.) | Deutscher Titel                               | Originaltitel                          | Erstausstrahlung USA | Deutschsprachige Erstausstrahlung (D) | Regie               | Drehbuch                                                   |
| ---------- | --------- | --------------------------------------------- | -------------------------------------- | -------------------- | ------------------------------------- | ------------------- | ---------------------------------------------------------- |
| 30         | 1         | Mr. Monk in Manhattan                         | Mr. Monk Takes Manhattan               | 18. Juni 2004        | 1. März 2005                          | Randall Zisk        | Andy Breckman                                              |
| 31         | 2         | Mr. Monk und der Affe                         | Mr. Monk and the Panic Room            | 25. Juni 2004        | 8. März 2005                          | Jerry Levine        | David Breckman & Joe Toplyn                                |
| 32         | 3         | Mr. Monk und der Stromausfall                 | Mr. Monk and the Blackout              | 9. Juli 2004         | 22. März 2005                         | Michael Zinberg     | Daniel Dratch & Hy Conrad                                  |
| 33         | 4         | Mr. Monk wird gefeuert                        | Mr. Monk Gets Fired                    | 16. Juli 2004        | 29. März 2005                         | Andrei Belgrader    | Peter Wolk                                                 |
| 34         | 5         | Mr. Monk hilft der Mafia                      | Mr. Monk Meets the Godfather           | 23. Juli 2004        | 5. Apr. 2005                          | Michael Zinberg     | Lee Goldberg & William Rabkin                              |
| 35         | 6         | Mr. Monk und Sharonas Besuch aus dem Jenseits | Mr. Monk and the Girl Who Cried Wolf   | 30. Juli 2004        | 26. Apr. 2005                         | Jerry Levine        | Hy Conrad                                                  |
| 36         | 7         | Mr. Monk arbeitet im Supermarkt               | Mr. Monk and the Employee of the Month | 6. Aug. 2004         | 3. Mai 2005                           | Scott Foley         | Ross Abrash                                                |
| 37         | 8         | Mr. Monk spielt mit                           | Mr. Monk and the Game Show             | 13. Aug. 2004        | 10. Mai 2005                          | Randall Zisk        | Daniel Dratch                                              |
| 38         | 9         | Mr. Monk kann auch anders                     | Mr. Monk Takes His Medicine            | 20. Aug. 2004        | 17. Mai 2005                          | Randall Zisk        | Tom Scharpling & Chuck Sklar                               |
| 39         | 10        | Mr. Monk und Natalie fischen im Dunkeln       | Mr. Monk and the Red Herring           | 21. Jan. 2005        | 27. Sep. 2005                         | Randall Zisk        | Andy Breckman                                              |
| 40         | 11        | Mr. Monk gegen den toten Mörder               | Mr. Monk vs. the Cobra                 | 28. Jan. 2005        | 4. Okt. 2005                          | Anthony R. Palmieri | Joe Toplyn                                                 |
| 41         | 12        | Mr. Monk muss in den Wald                     | Mr. Monk Gets Cabin Fever              | 4. Feb. 2005         | 11. Okt. 2005                         | Jerry Levine        | Hy Conrad                                                  |
| 42         | 13        | Mr. Monk steckt im Stau                       | Mr. Monk Gets Stuck in Traffic         | 11. Feb. 2005        | 18. Okt. 2005                         | Jerry Levine        | Tom Scharpling & Joe Toplyn                                |
| 43         | 14        | Mr. Monk in Las Vegas                         | Mr. Monk Goes to Vegas                 | 18. Feb. 2005        | 25. Okt. 2005                         | Randall Zisk        | Tom Scharpling, David Breckman, Daniel Dratch & Joe Toplyn |
| 44         | 15        | Mr. Monk als Wahlhelfer                       | Mr. Monk and the Election              | 25. Feb. 2005        | 1. Nov. 2005                          | Allison Liddi       | Nell Scovell                                               |
| 45         | 16        | Mr. Monk will Vater werden                    | Mr. Monk and the Kid                   | 4. März 2005         | 8. Nov. 2005                          | Andrei Belgrader    | Tom Scharpling                                             |

## Staffel 4
Die Erstausstrahlung der vierten Staffel wurde vom 8. Juli 2005 bis zum 17. März 2006 auf dem US-amerikanischen Kabelsender USA Network gesendet. Die deutschsprachige Erstausstrahlung sendete der deutsche Free-TV-Sender RTL vom 15. November 2005 bis zum 31. Oktober 2006.
| Nr. (ges.) | Nr. (St.) | Deutscher Titel                                     | Originaltitel                       | Erstausstrahlung USA | Deutschsprachige Erstausstrahlung (D) | Regie               | Drehbuch                        |
| ---------- | --------- | --------------------------------------------------- | ----------------------------------- | -------------------- | ------------------------------------- | ------------------- | ------------------------------- |
| 46         | 1         | Mr. Monk bekommt Konkurrenz                         | Mr. Monk and the Other Detective    | 8. Juli 2005         | 15. Nov. 2005                         | Eric Laneuville     | Hy Conrad                       |
| 47         | 2         | Mr. Monk und Frankenstein                           | Mr. Monk Goes Home Again            | 15. Juli 2005        | 22. Nov. 2005                         | Randall Zisk        | Tom Scharpling                  |
| 48         | 3         | Mr. Monk hütet das Bett                             | Mr. Monk Stays in Bed               | 22. Juli 2005        | 29. Nov. 2005                         | Philip Casnoff      | Hy Conrad                       |
| 49         | 4         | Mr. Monk als Bürohengst                             | Mr. Monk Goes to the Office         | 29. Juli 2005        | 6. Dez. 2005                          | Jerry Levine        | Nell Scovell                    |
| 50         | 5         | Mr. Monk ist betrunken                              | Mr. Monk Gets Drunk                 | 5. Aug. 2005         | 9. Mai 2006                           | Andrei Belgrader    | Daniel Dratch                   |
| 51         | 6         | Mr. Monk und Mrs. Monk                              | Mr. Monk and Mrs. Monk              | 12. Aug. 2005        | 16. Mai 2006                          | Randall Zisk        | David Breckman                  |
| 52         | 7         | Mr. Monk und die schwarze Witwe                     | Mr. Monk Goes to a Wedding          | 19. Aug. 2005        | 23. Mai 2006                          | Anthony R. Palmieri | Liz Sagal                       |
| 53         | 8         | Mr. Monk war auch mal klein                         | Mr. Monk and Little Monk            | 26. Aug. 2005        | 30. Mai 2006                          | Robert Singer       | Joe Toplyn                      |
| 54         | 9         | Mr. Monk unterwegs als Weihnachtsmann               | Mr. Monk and the Secret Santa       | 2. Dez. 2005         | 7. Nov. 2006                          | Jerry Levine        | David Breckman                  |
| 55         | 10        | Mr. Monk betritt die Modewelt                       | Mr. Monk Goes to a Fashion Show     | 13. Jan. 2006        | 12. Sep. 2006                         | Randall Zisk        | Jonathan Collier                |
| 56         | 11        | Mr. Monk erinnert sich an nichts                    | Mr. Monk Bumps His Head             | 20. Jan. 2006        | 19. Sep. 2006                         | Stephen Surjik      | Andy Breckman                   |
| 57         | 12        | Mr. Monk und das Geheimnis einer Ehe                | Mr. Monk and the Captain's Marriage | 27. Jan. 2006        | 26. Sep. 2006                         | Philip Casnoff      | Jack Bernstein                  |
| 58         | 13        | Mr. Monk auf der Jagd nach dem verschwundenen Juwel | Mr. Monk and the Big Reward         | 3. Feb. 2006         | 10. Okt. 2006                         | Randall Zisk        | Tom Scharpling & Daniel Dratch  |
| 59         | 14        | Mr. Monk und das außerirdische Alibi                | Mr. Monk and the Astronaut          | 7. März 2006         | 17. Okt. 2006                         | Randall Zisk        | David Breckman & Joe Toplyn     |
| 60         | 15        | Mr. Monk und der sadistische Zahnarzt               | Mr. Monk Goes to the Dentist        | 10. März 2006        | 24. Okt. 2006                         | Jefery Levy         | David Breckman & Tom Scharpling |
| 61         | 16        | Mr. Monk als Geschworener                           | Mr. Monk Gets Jury Duty             | 17. März 2006        | 31. Okt. 2006                         | Andrei Belgrader    | Peter Wolk                      |

## Staffel 5
Die Erstausstrahlung der fünften Staffel wurde vom 7. Juli 2006 bis zum 2. März 2007 auf dem US-amerikanischen Kabelsender USA Network gesendet. Die deutschsprachige Erstausstrahlung sendete der deutsche Free-TV-Sender RTL vom 13. März bis zum 23. Oktober 2007.
| Nr. (ges.) | Nr. (St.) | Deutscher Titel                      | Originaltitel                            | Erstausstrahlung USA | Deutschsprachige Erstausstrahlung (D) | Regie               | Drehbuch                      |
| ---------- | --------- | ------------------------------------ | ---------------------------------------- | -------------------- | ------------------------------------- | ------------------- | ----------------------------- |
| 62         | 1         | Mr. Monk mal zwei?                   | Mr. Monk and the Actor                   | 7. Juli 2006         | 13. März 2007                         | Randall Zisk        | Hy Conrad & Joe Toplyn        |
| 63         | 2         | Mr. Monk im Müll                     | Mr. Monk and the Garbage Strike          | 14. Juli 2006        | 20. März 2007                         | Jerry Levine        | Andy Breckman & Daniel Gaeta  |
| 64         | 3         | Mr. Monk als Trainer                 | Mr. Monk and the Big Game                | 21. Juli 2006        | 27. März 2007                         | Chris Long          | Jack Bernstein                |
| 65         | 4         | Mr. Monk sieht nichts mehr           | Mr. Monk Can't See a Thing               | 28. Juli 2006        | 4. Apr. 2007                          | Stephen Surjik      | Lee Goldberg & William Rabkin |
| 66         | 5         | Mr. Monk, Privatdetektiv             | Mr. Monk, Private Eye                    | 4. Aug. 2006         | 10. Apr. 2007                         | Peter Weller        | Tom Scharpling & Daniel Gaeta |
| 67         | 6         | Mr. Monk auf dem Jahrgangstreffen    | Mr. Monk and the Class Reunion           | 11. Aug. 2006        | 17. Apr. 2007                         | David Grossman      | Daniel Dratch                 |
| 68         | 7         | Mr. Monk und der neue Psychiater     | Mr. Monk Gets a New Shrink               | 18. Aug. 2006        | 24. Apr. 2007                         | Andrei Belgrader    | Hy Conrad                     |
| 69         | 8         | Mr. Monk muss auf ein Rockkonzert    | Mr. Monk Goes to a Rock Concert          | 25. Aug. 2006        | 1. Mai 2007                           | Randall Zisk        | Blair Singer                  |
| 70         | 9         | Mr. Monk trifft seinen Vater         | Mr. Monk Meets His Dad                   | 17. Nov. 2006        | 4. Sep. 2007                          | Jerry Levine        | Tom Scharpling & Dan Dratch   |
| 71         | 10        | Mr. Monk und der Lepramann           | Mr. Monk and the Leper                   | 22. Dez. 2006        | 11. Sep. 2007                         | Randall Zisk        | Charles Evered                |
| 72         | 11        | Mr. Monk findet einen besten Freund  | Mr. Monk Makes a Friend                  | 19. Jan. 2007        | 18. Sep. 2007                         | Randall Zisk        | Andy Breckman & Daniel Gaeta  |
| 73         | 12        | Mr. Monk als Butler?                 | Mr. Monk Is at Your Service              | 26. Jan. 2007        | 25. Sep. 2007                         | Anton Cropper       | Rob LaZebnik                  |
| 74         | 13        | Mr. Monk ist auf Sendung             | Mr. Monk Is on the Air                   | 2. Feb. 2007         | 2. Okt. 2007                          | Mike Listo          | Josh Siegal & Dylan Morgan    |
| 75         | 14        | Mr. Monk atmet Landluft              | Mr. Monk Visits a Farm                   | 9. Feb. 2007         | 9. Okt. 2007                          | Andrei Belgrader    | David Breckman                |
| 76         | 15        | Mr. Monk und der echt total tote Typ | Mr. Monk and the Really, Really Dead Guy | 23. Feb. 2007        | 16. Okt. 2007                         | Anthony R. Palmieri | Joe Toplyn                    |
| 77         | 16        | Mr. Monk und das Aus im Krankenhaus? | Mr. Monk Goes to the Hospital            | 2. März 2007         | 23. Okt. 2007                         | Wendey Stanzler     | Jonathan Collier              |

## Staffel 6
Die Erstausstrahlung der sechsten Staffel wurde vom 13. Juli 2007 bis zum 22. Februar 2008 auf dem US-amerikanischen Kabelsender USA Network gesendet. Die deutschsprachige Erstausstrahlung der ersten sechs Folgen sendete der Schweizer Free-TV-Sender 3+ vom 6. März bis zum 17. April 2008. Die restlichen Folgen sendete der deutsche Free-TV-Sender RTL vom 22. April bis zum 14. Oktober 2008.
| Nr. (ges.) | Nr. (St.) | Deutscher Titel                                      | Originaltitel                       | Erstausstrahlung USA | Deutschsprachige Erstausstrahlung (CH/D) | Regie              | Drehbuch                   |
| ---------- | --------- | ---------------------------------------------------- | ----------------------------------- | -------------------- | ---------------------------------------- | ------------------ | -------------------------- |
| 78         | 1         | Mr. Monk wird versteigert                            | Mr. Monk and His Biggest Fan        | 13. Juli 2007        | 6. März 2008                             | Randall Zisk       | Andy Breckman              |
| 79         | 2         | Mr. Monk in der Rapszene                             | Mr. Monk and the Rapper             | 20. Juli 2007        | 13. März 2008                            | Paris Barclay      | Daniel Dratch              |
| 80         | 3         | Mr. Monk gegen den Nudisten                          | Mr. Monk and the Naked Man          | 27. Juli 2007        | 20. März 2008                            | Randall Zisk       | Tom Gammill & Max Pross    |
| 81         | 4         | Mr. Monk glaubt kein Wort                            | Mr. Monk and the Bad Girlfriend     | 3. Aug. 2007         | 27. März 2008                            | Wendey Stanzler    | Joe Toplyn                 |
| 82         | 5         | Mr. Monk und die Sache mit den Bienen und den Blumen | Mr. Monk and the Birds and the Bees | 10. Aug. 2007        | 3. Apr. 2008                             | Michael W. Watkins | Peter Wolk                 |
| 83         | 6         | Mr. Monk auf Schatzsuche                             | Mr. Monk and the Buried Treasure    | 17. Aug. 2007        | 10. Apr. 2008                            | Sam Weisman        | Jonathan Collier           |
| 84         | 7         | Mr. Monk und der Draufgänger                         | Mr. Monk and the Daredevil          | 24. Aug. 2007        | 22. Apr. 2008                            | Jonathan Collier   | Alan Zweibel               |
| 85         | 8         | Mr. Monk belastet ein Fehlurteil                     | Mr. Monk and the Wrong Man          | 7. Sep. 2007         | 17. Apr. 2008                            | Anton Cropper      | Salvatore Savo             |
| 86         | 9         | Mr. Monk streift durch die Nacht                     | Mr. Monk Is Up All Night            | 14. Sep. 2007        | 6. Mai 2008                              | Randall Zisk       | David Breckman             |
| 87         | 10        | Mr. Monk schießt auf den Weihnachtsmann              | Mr. Monk and the Man Who Shot Santa | 7. Dez. 2007         | 30. Sep. 2008                            | Randall Zisk       | Dan Schofield              |
| 88         | 11        | Mr. Monk tritt einer Sekte bei                       | Mr. Monk Joins a Cult               | 11. Jan. 2008        | 2. Sep. 2008                             | Anton Cropper      | Josh Siegal & Dylan Morgan |
| 89         | 12        | Mr. Monk in Uniform                                  | Mr. Monk Goes to the Bank           | 18. Jan. 2008        | 9. Sep. 2008                             | Michael W. Watkins | Hy Conrad                  |
| 90         | 13        | Mr. Monk und die dreifache Julie                     | Mr. Monk and the Three Julies       | 25. Jan. 2008        | 16. Sep. 2008                            | David Breckman     | Tom Scharpling             |
| 91         | 14        | Mr. Monk malt                                        | Mr. Monk Paints His Masterpiece     | 1. Feb. 2008         | 23. Sep. 2008                            | Andrei Belgrader   | Jon Wurster                |
| 92         | 15        | Mr. Monk wird gejagt – Teil 1                        | Mr. Monk Is On The Run (1)          | 15. Feb. 2008        | 7. Okt. 2008                             | Randall Zisk       | Tom Scharpling             |
| 93         | 16        | Mr. Monk wird gejagt – Teil 2                        | Mr. Monk Is On The Run (2)          | 22. Feb. 2008        | 14. Okt. 2008                            | Randall Zisk       | Hy Conrad                  |

## Staffel 7
Die Erstausstrahlung der siebten Staffel wurde vom 18. Juli 2008 bis zum 20. Februar 2009 auf dem US-amerikanischen Kabelsender USA Network gesendet. Die deutschsprachige Erstausstrahlung der ersten 15 Folgen sendete der deutsche Free-TV-Sender RTL vom 3. März 2009 bis zum 23. März 2010. Die letzte Folge sendete der österreichische Free-TV-Sender ORF 1 am 28. März 2010.
| Nr. (ges.) | Nr. (St.) | Deutscher Titel                                 | Originaltitel                   | Erstausstrahlung USA | Deutschsprachige Erstausstrahlung (D/A) | Regie              | Drehbuch                                   |
| ---------- | --------- | ----------------------------------------------- | ------------------------------- | -------------------- | --------------------------------------- | ------------------ | ------------------------------------------ |
| 94         | 1         | Mr. Monk kauft ein Haus                         | Mr. Monk Buys a House           | 18. Juli 2008        | 3. März 2009                            | Randall Zisk       | Andy Breckman                              |
| 95         | 2         | Mr. Monk und der angekündigte Mord              | Mr. Monk and The Genius         | 25. Juli 2008        | 10. März 2009                           | Michael W. Watkins | Joe Toplyn                                 |
| 96         | 3         | Mr. Monk und Natalie gehen getrennte Wege?      | Mr. Monk Gets Lotto Fever       | 1. Aug. 2008         | 17. März 2009                           | Michael Zinberg    | Hy Conrad                                  |
| 97         | 4         | Mr. Monk steigt in den Ring                     | Mr. Monk Takes a Punch          | 8. Aug. 2008         | 24. März 2009                           | Barnet Kellman     | Salvatore Savo                             |
| 98         | 5         | Mr. Monk geht unter                             | Mr. Monk Is Underwater          | 15. Aug. 2008        | 31. März 2009                           | Paris Barclay      | Jack Bernstein                             |
| 99         | 6         | Mr. Monk und die Liebe auf den ersten Blick     | Mr. Monk Falls in Love          | 22. Aug. 2008        | 7. Apr. 2009                            | Arlene Sanford     | Josh Siegal & Dylan Morgan                 |
| 100        | 7         | Mr. Monks 100ster Fall                          | Mr. Monk's 100th Case           | 5. Sep. 2008         | 14. Apr. 2009                           | Randall Zisk       | Tom Scharpling                             |
| 101        | 8         | Mr. Monk als Kind im Manne                      | Mr. Monk Gets Hypnotized        | 12. Sep. 2008        | 21. Sep. 2009                           | Michael W. Watkins | Tom Gammill & Max Pross                    |
| 102        | 9         | Mr. Monk wundert sich über das Weihnachtswunder | Mr. Monk and the Miracle        | 28. Nov. 2008        | 22. Sep. 2009                           | Andrei Belgrader   | Peter Wolk                                 |
| 103        | 10        | Mr. Monk und der ganz andere Bruder             | Mr. Monk's Other Brother        | 9. Jan. 2009         | 1. Sep. 2009                            | David Hoberman     | David Breckman                             |
| 104        | 11        | Mr. Monk auf Rädern                             | Mr. Monk on Wheels              | 16. Jan. 2009        | 8. Sep. 2009                            | Anton Cropper      | Nell Scovell                               |
| 105        | 12        | Mr. Monk wird bemuttert                         | Mr. Monk and the Lady Next Door | 23. Jan. 2009        | 15. Sep. 2009                           | Tawnia McKiernan   | Hy Conrad & Joe Toplyn                     |
| 106        | 13        | Mr. Monk möchte eigentlich nicht ins Stadion    | Mr. Monk Makes the Playoffs     | 30. Jan. 2009        | 9. März 2010                            | Randall Zisk       | Josh Siegal & Dylan Morgan                 |
| 107        | 14        | Mr. Monks Mitgefühl hält sich in Grenzen        | Mr. Monk and the Bully          | 6. Feb. 2009         | 16. März 2010                           | David Breckman     | Joe Ventura                                |
| 108        | 15        | Mr. Monk und die Magie des Mordens              | Mr. Monk and the Magician       | 13. Feb. 2009        | 23. März 2010                           | Randall Zisk       | Andy Breckman                              |
| 109        | 16        | Mr. Monk und das Letzte, was Trudy sah          | Mr. Monk Fights City Hall       | 20. Feb. 2009        | 28. März 2010                           | Chuck Parker       | Tom Scharpling, Josh Siegal & Dylan Morgan |

## Staffel 8
Die Erstausstrahlung der achten Staffel wurde vom 7. August bis zum 4. Dezember 2009 auf dem US-amerikanischen Kabelsender USA Network gesendet. Die deutschsprachige Erstausstrahlung der ersten Folgen sendete der deutsche Free-TV-Sender RTL am 6. April 2010.  Von der zweiten Folge bis zur sechsten Folge war die deutschsprachige Erstausstrahlung vom 11. April bis zum 9. Mai 2010 auf dem österreichischen Free-TV-Sender ORF 1 zu sehen. Nach der Sommerpause waren die letzten Folgen vom 14. September bis zum 16. November 2010 auf RTL zu sehen.
| Nr. (ges.) | Nr. (St.) | Deutscher Titel                                  | Originaltitel                  | Erstausstrahlung USA | Deutschsprachige Erstausstrahlung (A/D) | Regie            | Drehbuch                               |
| ---------- | --------- | ------------------------------------------------ | ------------------------------ | -------------------- | --------------------------------------- | ---------------- | -------------------------------------- |
| 110        | 1         | Mr. Monks Lieblingsserie                         | Mr. Monk's Favorite Show       | 7. Aug. 2009         | 6. Apr. 2010                            | Randall Zisk     | Jack Bernstein                         |
| 111        | 2         | Mr. Monk und der Fremde                          | Mr. Monk and The Foreign Man   | 14. Aug. 2009        | 11. Apr. 2010                           | David Grossman   | David Breckman & Justin Brenneman      |
| 112        | 3         | Mr. Monk kann kein Mensch sein                   | Mr. Monk and the UFO           | 21. Aug. 2009        | 18. Apr. 2010                           | Kevin Hooks      | Michael Angeli                         |
| 113        | 4         | Mr. Monk verliebt sich in sein neues Spiegelbild | Mr. Monk is Someone Else       | 28. Aug. 2009        | 25. Apr. 2010                           | Randall Zisk     | Salvatore Savo                         |
| 114        | 5         | Mr. Monk in der Krise                            | Mr. Monk Takes the Stand       | 11. Sep. 2009        | 2. Mai 2010                             | Mary Lou Belli   | Josh Siegal & Dylan Morgan             |
| 115        | 6         | Mr. Monk, die Schönen und das Biest              | Mr. Monk and the Critic        | 18. Sep. 2009        | 9. Mai 2010                             | Jerry Levine     | Hy Conrad                              |
| 116        | 7         | Mr. Monk und das Unheil des Voodoos              | Mr. Monk and the Voodoo Curse  | 25. Sep. 2009        | 14. Sep. 2010                           | Andrei Belgrader | Joe Toplyn                             |
| 117        | 8         | Mr. Monk muss zur Gruppentherapie                | Mr. Monk Goes to Group Therapy | 9. Okt. 2009         | 21. Sep. 2010                           | Anton Cropper    | Joe Ventura                            |
| 118        | 9         | Mr. Monk feiert nicht freiwillig Geburtstag      | Happy Birthday, Mr. Monk       | 16. Okt. 2009        | 28. Sep. 2010                           | Tawnia McKiernan | Peter Wolk                             |
| 119        | 10        | Mr. Monk mit Natalie - und Sharona?              | Mr. Monk and Sharona           | 23. Okt. 2009        | 5. Okt. 2010                            | Randall Zisk     | Tom Scharpling                         |
| 120        | 11        | Mr. Monk kommt auf den Hund                      | Mr. Monk and the Dog           | 30. Okt. 2009        | 12. Okt. 2010                           | David Breckman   | Beth Armogida                          |
| 121        | 12        | Mr. Monk riskiert seine Wiedereinstellung        | Mr. Monk Goes Camping          | 6. Nov. 2009         | 19. Okt. 2010                           | Joe Pennella     | Tom Gammill & Max Pross                |
| 122        | 13        | Mr. Monk ermittelt als Trauzeuge                 | Mr. Monk Is the Best Man       | 13. Nov. 2009        | 26. Okt. 2010                           | Michael Zinberg  | Joe Toplyn, Josh Siegal & Dylan Morgan |
| 123        | 14        | Mr. Monks Freude endet am Schreibtisch           | Mr. Monk and the Badge         | 20. Nov. 2009        | 2. Nov. 2010                            | Dean Parisot     | Hy Conrad & Tom Scharpling             |
| 124        | 15        | Mr. Monk und Trudys Erbe – Teil 1                | Mr. Monk and the End (1)       | 27. Nov. 2009        | 9. Nov. 2010                            | Randall Zisk     | Andy Breckman                          |
| 125        | 16        | Mr. Monk und Trudys Erbe – Teil 2                | Mr. Monk and the End (2)       | 4. Dez. 2009         | 16. Nov. 2010                           | Randall Zisk     | Andy Breckman                          |